# Joe Walshe
Joe Walshe (Killenaule, 2 oktober 1886 – Caïro, 6 februari 1956) was een Ierse overheidsambtenaar. Van 1923 tot 1946 stond hij aan het hoofd van het Ierse Ministerie van Buitenlandse Zaken. Tijdens de Tweede Wereldoorlog werd hij met name in Groot-Brittannië als pro-Duits gezien. In juni 1940 ontmoette hij Eduard Hempel, de Duitse ambassadeur in Ierland.
Kort daarna, op 21 juni 1940, stuurde Walshe aan de Ierse premier Éamon de Valera een memo met de titel 'Britain's Inevitable Defeat'. Hij voerde aan dat "Noch tijd noch goud kan Duitsland verslaan" en dat Groot-Brittannië zich snel zou moeten onderwerpen vanwege de Duitse bombardementen.
Op 2 mei 1945 bezochten hij en Taoiseach Éamon de Valera Hempel thuis in Dún Laoghaire om de officiële condoleances van de Ierse regering over de zelfmoord van Adolf Hitler uit te spreken. Walshe raadde De Valera echter sterk af om het condoleanceregister te ondertekenen.
Na de oorlog was hij van 1946 tot 1954 ambassadeur in Vaticaanstad. Hij stierf in Caïro op 6 februari 1956.